# San Esteban del Molar
San Esteban del Molar è un comune spagnolo di 174 abitanti situato nella comunità autonoma di Castiglia e León.